# Serhij Sjaptala
Serhij Oleksandrovytsj Sjaptala (Oekraïens: Шаптала Сергій Олександрович) (Kostjantynivka, 5 februari 1973) is een Oekraïens militair in de rang van luitenant-generaal. Van 28 juli 2021 tot 9 februari 2024 was hij chef van de generale staf van de Oekraïense krijgsmacht.
In 2015 werd Sjaptala gedecoreerd tot Held van Oekraïne door toenmalig president Petro Porosjenko voor zijn bevelvoering over de 128e brigade tijdens de slag van Debaltsevo. Op 9 februari 2024 verving president Volodymyr Zelensky Sjeptala als chef van de generale staf. Hij moest plaatsmaken voor Anatoli Barhylevytsj, voormalig stafchef voor Territoriale Verdediging van Oekraïne.